# D’Coque
Das Centre National Sportif et Culturel (d’Coque) ist das größte Sportzentrum des Großherzogtums Luxemburg. Es liegt auf dem Kirchberg-Plateau der Hauptstadt Luxemburg.
Die „Coque“ (deutsch „Muschel“) trägt ihren Namen aufgrund der Form ihrer Hallenkonstruktion, die an eine Jakobsmuschel erinnert.
Das Zentrum wurde Ende der 1990er-Jahre als Erweiterung der Piscine Olympique Luxembourg erbaut und im Jahr 2002 eingeweiht. Neben seiner Funktion als Sportzentrum wird es für Großveranstaltungen, Konzerte und als Konferenzzentrum verwendet.
Die Arena umfasst 8000 Plätze und 4300 Quadratmeter.
Architekt der Coque ist Roger Taillibert.
Die Basketballnationalmannschaft von Luxemburg nutzt die Halle für Länderspiele des Verbandes.